# Марвіу дос Сантос
Марвіу дос Сантос (порт. Márvio dos Santos, 17 березня 1934 — 26 лютого 1990) — бразильський ватерполіст.
Учасник Олімпійських Ігор 1952, 1960, 1964 років.